# San Fermo della Battaglia
San Fermo della Battaglia is een gemeente in de Italiaanse provincie Como (regio Lombardije) en telt 4255 inwoners (31-12-2004). De oppervlakte bedraagt 3,1 km², de bevolkingsdichtheid is 1350,32 inwoners per km².

## Demografie
San Fermo della Battaglia telt ongeveer 1610 huishoudens. Het aantal inwoners steeg in de periode 1991-2001 met 6,0% volgens cijfers uit de tienjaarlijkse volkstellingen van ISTAT.
| Jaar | Inwoneraantal |
| ---- | ------------- |
| 1991 | 3952          |
| 2001 | 4189          |

## Geografie
De gemeente ligt op ongeveer 397 m boven zeeniveau.
San Fermo della Battaglia grenst aan de volgende gemeenten: Cavallasca, Como, Montano Lucino.